# اندیس سیاسترگی۲
سیاسترگی۲ یک اندیس فلزی است که در حوالی شهر لادیز استان سیستان و بلوچستان قرار دارد و مادهٔ معدنی موجود در آن، طلا است.سنگ میزبان این اندیس واحد‌های فلیشی سازند دوکوهانه با ترکیب کربنات آواری است  در این اندیس، پاراژنز‌های طلا و مس. یافت می‌شوند.